# Smithiogaster volvoagaricus
Smithiogaster là một chi nấm trong họ Agaricaceae. Đây là chi đơn loài, chứa một loài Smithiogaster volvoagaricus.